# Старокрымское водохранилище (Донецкая область)
Старокрымское водохранилище (также Кальчикское водохранилище) — русловое водохранилище на Украине, расположенное в Донецкой области на 23 км реки Кальчик. Створ дамбы расположен в поселке Каменск Донецкой области. Площадь водной поверхности — 6 км², длина — 25 км, наибольшая глубина достигает 22 метров. Высота водного зеркала над уровнем моря — 39,8 метров. В водохранилище впадает река Калец.
Водохранилище было создано в 1952 году, площадь его водосбора составляет 1113 км². Используется для водоснабжения Мариуполя.